# Delias callista
Delias callista is een vlindersoort uit de familie van de Pieridae (witjes), onderfamilie Pierinae.
Delias callista werd in 1912 beschreven door Jordan.